# 恩西諾 (桑坦德省)
恩西諾是哥倫比亞的城鎮，位於該國東北部，由桑坦德省負責管轄，距離首府布卡拉曼加185公里，始建於1785年，面積417平方公里，海拔高度1,854米，2005年人口2,668。
6°08′N 73°06′W / 6.133°N 73.100°W